# Sacrestia di Santa Maria di Pozzano
La sacrestia di Santa Maria di Pozzano, nota anche come cappella del Crocifisso, è la sacrestia della basilica santuario di Santa Maria di Pozzano, opera di Luigi Vanvitelli, ubicata nella frazione di Pozzano, a Castellammare di Stabia.

## Storia
Una prima sacrestia venne edificata nel 1565 grazie alle offerte di un benefattore, Cola Francesco de Puteo. Fu successivamente rifatta nel 1754 su progetto di Luigi Vanvitelli; in una lettera inviata al fratello Urbano, l'architetto così scriveva:
(Luigi Vanvitelli)
Esistono due disegni del progetto: uno conservato presso la reggia di Caserta, mentre il secondo è custodito alla biblioteca civica di Foligno; quest'ultimo però potrebbe rifarsi ad una non identificata cappella napoletana oppure alla sezione trasversale della sacrestia e quello di Caserta alla sezione longitudinale.
Probabilmente su bozzetti dello stesso Vanvitelli fu adornata, nello stesso periodo, da opere pittoriche di Sebastiano Conca e Giacinto Diano, a cui risultano i pagamenti di 1 080 e 410 ducati: a questi vanno aggiunti oltre 6 000 ducati che servirono per la costruzione della fabbrica, i lavori di falegnameria, la doratura, gli stucchi e il trasporto dei materiali da Napoli. Lavori di restauro si ebbero all'inizio del XXI secolo che portano alla sostituzione del pavimento.

## Descrizione
La sacrestia ha una forma rettangolare dalla lunghezza di 17 metri per una larghezza di 7: l'ingresso dalla basilica è posto sul fondo del lato sinistro. La volta è tripartita: nello scomparto centrale, a vela, è la pittura dell'Apoteosi di san Francesco di Paola, opera di Giacinto Diano del 1769; nelle lunette ai quattro angoli, dello stesso autore, Angeli in gloria. Gli altri due scomparti sono a botte, decorati con cassettoni esagonali.
Sulla parete di fondo, oltre a due porte che conducono al coro della basilica, è uno dei tre dipinti, realizzati tra il 1762 e il 1763 da Sebastiano Conca, che hanno come tema il ritrovamento del Crocifisso di Pozzano, ossia Padre Bartolomeo Rosa mentre predica nel duomo e ha la visione del Crocifisso; la tela è sovrastata da un finto finestrone a lunetta. Le altre due opere sono poste sulle pareti laterali: su quella di destra è l'Apparizione del Crocifisso dal mare sul litorale stabiese, mentre su quella di sinistra Padre Bartolomeo mostra il Cristo ai fedeli; le due pitture, delimitate lateralmente da due paraste, sono anche in questo caso sormontate da due finestroni a lunetta: solo quello di destra è reale. Sempre alle pareti, due su ogni lato, in corrispondenza delle volte a botte, si trovano quattro tondi raffiguranti le Storie di san Francesco di Paola, sempre di Sebastiano Conca. Nella parte bassa delle pareti sono ospitati degli armadi lignei; inoltre sulla parete di sinistra, nei pressi dell'altare maggiore, è il primitivo legno del XVII secolo su cui venne poggiato il Crocifisso di Pozzano.
L'altare principale è in marmo ed è sovrastato da una nicchia nella quale è il Crocifisso rinvenuto dal mare durante l'eruzione del Vesuvio del 1631: la nicchia è sostenuta dalla raffigurazione di angeli; altre due coppie di Angeli, recanti i simboli della passione, della scuola di Francesco De Mura, si trovano ai lati del Crocifisso e sulle due porte che si trovano ai lati dell'altare maggiore e che conducano al convento. Il pavimento, posato nel 2001, è in terracotta; nello stesso anno venne posta una targa in bronzo realizzata da Battista Marello, che commemora la venuta di Luigi Vanvitelli alla basilica.